# Anacharidoideae
Anacharidoideae, biljna potporodica, dio porodice žabogrizovki. Sastoji se od 6 rodova, sa ukupno 57 vrsta.

## Rodovi
1. Appertiella C. D. K. Cook & Triest (1 sp.)
2. Lagarosiphon Harv. (9 spp.)
3. Blyxa Noronha ex Thouars (14 spp.)
4. Ottelia Pers. (23 spp.)
5. Egeria Planch. (3 spp.)
6. Elodea Michx. (7 spp.)